# Królowa Mleka

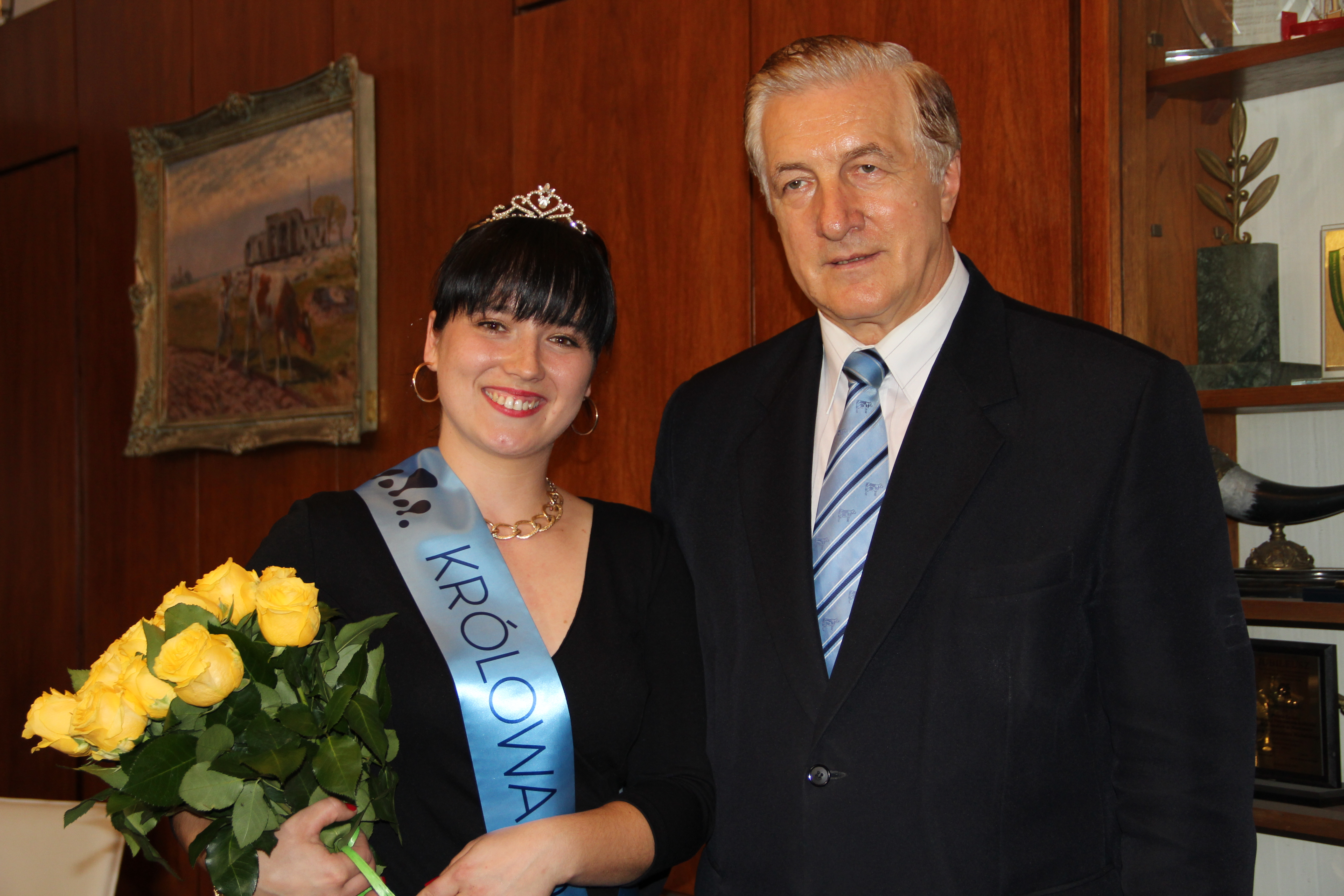
Polska Królowa Mleka 2014, Katarzyna Gajownik i Waldemar Broś, Prezes Krajowego Związku Spółdzielni Mleczarskich (KZSM ZR)

Królowa Mleka (ang.: Milk Queen, niem.: Milchkönigin, zwana też czasami Dairy Princess – Księżniczka Nabiału lub Milk Princess – Księżniczka Mleka) – tytuł nadawany zwyciężczyni konkursów organizowanych regularnie przez Stowarzyszenia Mleczarskie w wielu krajach.

## Idea
Z marketingowego punktu widzenia, Królowa Mleka jest marką producenta lub świadectwem wystawionym produktowi. Podobnie jak Królowe Jabłek, Szparagów, Piwa, Ziemniaka lub Wina, promuje pewien typ lub grupę produktów. Zazwyczaj jest wybierana dla danego regionu i reprezentuje produkty nabiałowe z tej okolicy. Do obowiązków Królowej Mleka należy: pojawianie się na targach lub wydarzeniach konsumenckich, udział w spotkaniach w szkołach podstawowych oraz w konferencjach prasowych.
Jednym z warunków udziału w konkursie jest aby kandydatki charakteryzowały się miłym i atrakcyjnym wyglądem oraz posiadały podstawową wiedzę na temat produkcji wyrobów mleczarskich. Królowa zazwyczaj nie otrzymuje żadnego honorarium ani nagrody pieniężnej, jednakże rekompensuje się jej wydatki na stroje i podróże. Niektórzy organizatorzy wręczają jednak laureatkom nagrody w postaci (fundowanych) podróży.

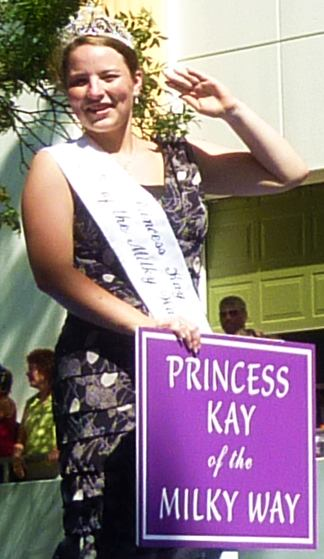
Princess Kay of the Milky Way (Katie Miron, 2010)

## Europa
W Niemczech i Austrii pewna liczba Królowych Mleka wybieranych jest przez Zrzeszenia Mleczarskie krajów związkowych. Od roku 1985 Landesvereinigung der Bayerischen Milchwirtschaft (Bawarski Zwiäzek Przemysłu Mleczarskiego) co dwa lata wybiera Królową i Księżniczkę. Stowarzyszenia Krajowe w Brandenburgii, Hesji, Nadrenii-Palatynacie, Saksonii i Turyngii również wybierają Królowe Mleka. Najmłodszą Królową Mleka we wszystkich krajach niemieckojęzycznych jest królowa Katrin I z Dolnej Austrii. Pierwsze wybory w Austrii odbyły się bowiem w roku 2012.
Wybory Polskiej Królowej Mleka zorganizowano po raz pierwszy w 2013 roku. Projekt został zainicjowany przez czasopismo branżowe Forum Mleczarskie. Od lata 2015 organizatorem jest Fundacja Promocji Zdrowego Żywienia PROCIBUS. Konkurs odbywa się pod patronatami Ministerstwa Rolnictwa oraz agencji: ARR i ARiMR. Konkurs zyskał wsparcie Krajowego Związku Spółdzielni Mleczarskich Związku Rewizyjnego i Federacji Branżowych Związków Producentów Rolnych. Inicjatywę tę poparły znaczące uniwersytety rolnicze oraz liczne grono samorządów i administracji szczebla regionalnego i lokalnego.

## Stany Zjednoczone
Pierwszą Królową Mleka w USA w 1945 roku wybrana została pani Norma Garrett z Harvardu. W większości stanów, wybrane przedstawicielki otrzymują tytuł Dairy Princess (Księżniczki Nabiału). Wybiera się je zwyczajowo z grona wszystkich regionalnie właściwych stanowych Księżniczek Nabiału, jak na przykład ustanowiona w 1954 roku Princess Kay of the Milky Way (Księżniczka Kay Drogi Mlecznej) została zwyciężczynią ogólnostanowego Minnesota Dairy Princess Program (Programu Wyboru Księżniczki Nabiału w stanie Minnesota); do tego tytułu kandydowało 100 osób.
Stanowe Księżniczki Nabiału wybierane są także w stanach Indiana (Indiana Dairy Princess), Maryland (Maryland Dairy Princess), Nowy Jork (New York Dairy Princess), Dakota Północna (North Dakota Dairy Princess), Pensylwania (Pennsylvania State Dairy Princess) lub Wirginia (Virginia Dairy Princess).

## Ameryka Południowa
W Argentynie organizuje się szereg imprez, podczas których odbywają się wybory Królowej Mleka (hiszp.: La Reina de la Leche). W odróżnieniu od innych krajów, wybory te są jedynie konkursem piękności.